# بيل سيمونز
بيل سيمونز (بالإنجليزية: Bill Simmons)‏ هو مدون صوتي أمريكي، ولد في 25 سبتمبر 1969 في مارلبورو في الولايات المتحدة.

## وصلات خارجية
- بيل سيمونز على موقع IMDb (الإنجليزية)
- بيل سيمونز على موقع قاعدة بيانات الفيلم (الإنجليزية)